# Comedy Central (UK)
Comedy Central – angielska stacja telewizyjna, która została uruchomiona 1 listopada 1995 roku. Stację można oglądać na platformie cyfrowej Sky Digital, a także na kablówce Virgin Media. Kanał skupia się wyłącznie na komedii.
Kanał miał także inne nazwy przed Comedy Central:
- The Comedy Channel (Sky; 1991-1992)
- Nick at Nite (1992-1995)
- The Paramount Channel (1995-1996)
- Paramount Comedy Channel (1996-1997, 1997-2002)
- Paramount Comedy (1997, 2002-2005)
- Paramount Comedy 1 (2005-2009)

## Comedy Central w Irlandii
Angielska stacja Comedy Central jest dostępna także w Irlandii przez Sky Digital, usług satelitarnych i kablowych UPC Irlandia, SCTV, Magnet Networks.

## Programy
Comedy Central jest znana wnoszenia popularnych amerykańskich seriali, do Wielkiej Brytanii, takich jak:
Everybody Loves Raymond, Frasier, Scrubs, King of Queens, Two and a Half Men, Everybody Hates Chris. Pokazywana jest także kreskówka South Park.